# 弓削港
弓削港（ゆげこう）は、愛媛県越智郡上島町（弓削島）にある港湾。管理者は愛媛県。地方港湾。

## 概要
「かみじまちょう・ゆげ海の駅」として登録されている。

## 航路
下記の他、弓削汽船が弓削港 - 土生港長崎桟橋（因島）航路を1日19往復運航していたが、上島架橋の影響もあり2015年9月末で廃止となった。
- 芸予汽船（快速船）
  - 今治港 - 友浦港（大島） - 木浦港（伯方島） - 岩城港（岩城島） - 佐島 - 弓削港 - 生名港（生名島） - 土生港中央桟橋（因島）
- 町営フェリー（ニューうおしま）
  - 土生港中央桟橋 - 弓削港 - 豊島 - 高井神島 - 魚島

豊島 通過便がある。

## バス路線
- 上島町有バス「弓削港務所」停留所
  - 佐島 (上島諸島)・生名島方面に行く路線、弓削島内を巡る路線が運行されている。

## 周辺
- 上島町役場
- 愛媛県立弓削高等学校